# Outsides
Albums de John Frusciante
PBX Funicular Intaglio Zone
(2012)
Outsides est le 5e EP de John Frusciante qui sortira le 14 août 2013 au Japon, et le 27 août 2013 dans le reste du monde sous le label Record Collection. L'album sera publié en plusieurs formats, y compris CD, vinyle, formats numériques 32 bits et cassette.

## Liste des titres
Toutes les chansons écrites et composées par John Frusciante.
1. Same
2. Breathiac
3. Shelf
4. Sol

## Personnel

### Musiciens
- John Frusciante – chant, guitare, chœurs, synthétiseur, boîte à rythmes

### Techniciens
- John Frusciante – Production
- Anthony Zamora - Manager

### Pochette
- John Frusciante – Dessins et Design